# Prins Hendrik Ende Desespereert Nimmer Combinatie Zwolle 2011-2012
Questa voce raccoglie le informazioni riguardanti il Prins Hendrik Ende Desespereert Nimmer Combinatie Zwolle nella stagione 2011-2012.

## Stagione
Il successo in Eerste Divisie consentì al club di raggiungere l'Eredivisie.

## Rosa
| N. |                        | Ruolo | Calciatore           |
| -- | ---------------------- | ----- | -------------------- |
| 1  | Paesi Bassi (bandiera) | P     | Diederik Boer        |
| 2  | Paesi Bassi (bandiera) | D     | Bram van Polen       |
| 3  | Paesi Bassi (bandiera) | D     | Darryl Lachmann      |
| 5  | Paesi Bassi (bandiera) | D     | Bart van Hintum      |
| 6  | Paesi Bassi (bandiera) | C     | Frank Olijve         |
| 7  | Paesi Bassi (bandiera) | A     | Furdjel Narsingh     |
| 8  | Paesi Bassi (bandiera) | C     | Rochdi Achenteh      |
| 9  | Paesi Bassi (bandiera) | A     | Fred Benson          |
| 10 | Paesi Bassi (bandiera) | C     | Arne Slot (Capitano) |
| 11 | Paesi Bassi (bandiera) | A     | Jesper Drost         |
| 12 | Paesi Bassi (bandiera) | D     | Giovanni Gravenbeek  |
| 13 | Paesi Bassi (bandiera) | A     | Djeremy Zandvliet    |
| 14 | Paesi Bassi (bandiera) | D     | Joost Broerse        |
| 15 | Paesi Bassi (bandiera) | A     | Ronnie Reniers       |
| 16 | Paesi Bassi (bandiera) | D     | Simon Ijzerman       |
| 17 | Paesi Bassi (bandiera) | D     | Norichio Nieveld     |
| 18 | Paesi Bassi (bandiera) | A     | Mimoun Eloisghiri    |

| N. |                        | Ruolo | Calciatore         |
| -- | ---------------------- | ----- | ------------------ |
| 19 | Paesi Bassi (bandiera) | A     | Giovanni Hiwat     |
| 20 | Paesi Bassi (bandiera) | A     | Mustafa Saymak     |
| 21 | Paesi Bassi (bandiera) | P     | Leon ter Wielen    |
| 22 | Paesi Bassi (bandiera) | C     | Sherwin Grot       |
| 23 | Paesi Bassi (bandiera) | C     | Wiljan Pluim       |
| 24 | Paesi Bassi (bandiera) | D     | Ricardo Talu       |
| 25 | Paesi Bassi (bandiera) | D     | Ricardo Malaihollo |
| 26 | Paesi Bassi (bandiera) | A     | Ibrahim Ikililou   |
| 27 | Germania (bandiera)    | D     | Mike Koenders      |
| 28 | Paesi Bassi (bandiera) | D     | Haico Epe          |
| 29 | Paesi Bassi (bandiera) | P     | Danny Wintjens     |
| 30 | Paesi Bassi (bandiera) | D     | Gerard Aafjes      |
| 31 | Paesi Bassi (bandiera) | A     | Jeroen Ketting     |
| 32 | Paesi Bassi (bandiera) | A     | Christiaan Cicek   |
| -  | Sudafrica (bandiera)   | C     | Kamohelo Mokotjo   |
| -  | Paesi Bassi (bandiera) | A     | Guyon Fernandez    |